# الامین بن عزیزه
الامین بن عزیزه (انگلیسی: Lamine Ben Aziza؛ زادهٔ ۱۰ نوامبر ۱۹۵۲) بازیکن سابق فوتبال اهل تونس است.
وی عضو تیم ملی فوتبال تونس در جام جهانی فوتبال ۱۹۷۸ بوده است.